# Seahawks Gdynia
Die Seahawks Gdynia waren ein polnisches American-Football-Team aus Gdynia, gegründet wurde das Team 2005 als Pomorze Seahawks. 2020 wurde die Mannschaft aufgelöst.

## Geschichte
Bereits ein Jahr nach der Gründung wurde das Team hinter den Warsaw Eagles polnischer Vizemeister. In der Saison 2007 schied man im Halbfinale aus. Im Jahr 2008 scheiterte man im Finale wieder an den Warsaw Eagles. In der Saison 2009 startet das Team auch in dem neugegründeten europäischen Wettbewerb EFAF Challenge Cup. Vor der Saison 2011 erfolgte der Umzug von Danzig nach Gdynia. Von 2014 bis 2017 konnte man viermal in Folge das polnische Finalspiel erreichen, jeweils gegen die Panthers Wrocław. Die Seahawks gewannen dabei die ersten beiden Auflagen. 2018 nahm man zudem am CEFL Cup teil, wo man das Finale erreichte. Im Februar 2020 wurde die Mannschaft aus dem Spielbetrieb zurückgezogen.